# مامان (فیلم ۱۳۹۸)
مامان فیلمی به کارگردانی و نویسندگی آرش انیسی و تهیه‌کنندگی مجید برزگر محصول سال ۱۳۹۹ است. این فیلم در سی و نهمین دوره جشنواره فیلم فجر حضور داشت و در پنج بخش کاندید سیمرغ بلورین جشنواره فجر شد.

## خلاصهٔ داستان
«مامان» که با وجود جدایی از شوهرش برای خواهر و برادرهای او هنوز همان «نانسی» دختر آبادانیِ با کلاس و دوست‌داشتنی است، برای پسرهایش یک پیرزن بداخلاق و غرغرو است که با تاکسی خود مسافر جابه‌جا می‌کند و در ظاهر بزرگ‌ترین مانع خوشبختی آن‌ها در زندگی است.

## جوایز
| بخش                        | نامزد          | نتیجه    | جایزه        |
| -------------------------- | -------------- | -------- | ------------ |
| بهترین بازیگر نقش اول زن   | رویا افشار     | برنده    | سیمرغ بلورین |
| بهترین بازیگر نقش اول مرد  | امیر نوروزی    | نامزدشده | سیمرغ بلورین |
| بهترین بازیگر نقش مکمل مرد | عرفان ابراهیمی | نامزدشده | سیمرغ بلورین |
| بهترین فیلمنامه            | آرش انیسی      | نامزدشده | سیمرغ بلورین |
| بهترین کارگردان اول        | آرش انیسی      | نامزدشده | سیمرغ بلورین |